# 北軽井沢 (横浜市)
北軽井沢（きたかるいざわ）は、神奈川県横浜市西区の町名である。丁番を持たない単独町名である。住居表示未実施。

## 地理
西区の北西部に位置し、南東は南軽井沢、南西は宮ヶ谷、西は神奈川区三ツ沢西町、北西は神奈川区三ツ沢南町、北東は神奈川区沢渡に接する。町の南から北西にかけて県道横浜生田線（新横浜通り）、中央付近を東西に首都高速神奈川2号三ツ沢線が通る。首都高速は町の西部ではトンネル構造となる。町の大部分を住宅が占め、三菱重工業の社宅などがある。町の南部には横浜市立軽井沢中学校がある。面積は181,563.4m²。

## 歴史
元は神奈川区青木町字西軽井沢と字南三ッ沢の一部で、1932年（昭和7年）1月1日に新設された。このとき、同時期に設立した南軽井沢に合わせるため、町名を北軽井沢とした。1943年に中区、1944年に西区の町名となる。1952年には横浜市立軽井沢中学校が開校した。町名は、水が枯れた沢を意味する「カレイ沢」に由来する説が有力である。

## 世帯数と人口
2025年（令和7年）6月30日現在（横浜市発表）の世帯数と人口は以下の通りである。
| 町丁     | 世帯数    | 人口    |
| -------- | --------- | ------- |
| 北軽井沢 | 1,119世帯 | 2,523人 |

### 人口の変遷
国勢調査による人口の推移。
| 年                 | 人口  |
| ------------------ | ----- |
| 1995年（平成7年）  | 2,650 |
| 2000年（平成12年） | 3,003 |
| 2005年（平成17年） | 2,817 |
| 2010年（平成22年） | 3,124 |
| 2015年（平成27年） | 2,917 |
| 2020年（令和2年）  | 3,206 |

### 世帯数の変遷
国勢調査による世帯数の推移。
| 年                 | 世帯数 |
| ------------------ | ------ |
| 1995年（平成7年）  | 986    |
| 2000年（平成12年） | 1,186  |
| 2005年（平成17年） | 1,185  |
| 2010年（平成22年） | 1,330  |
| 2015年（平成27年） | 1,211  |
| 2020年（令和2年）  | 1,362  |

## 学区
市立小・中学校に通う場合、学区は以下の通りとなる（2024年11月時点）。
| 番地 | 小学校             | 中学校               |
| ---- | ------------------ | -------------------- |
| 全域 | 横浜市立宮谷小学校 | 横浜市立軽井沢中学校 |

## 事業所
2021年現在の経済センサス調査による事業所数と従業員数は以下の通りである。
| 町丁     | 事業所数 | 従業員数 |
| -------- | -------- | -------- |
| 北軽井沢 | 28事業所 | 161人    |

### 事業者数の変遷
経済センサスによる事業所数の推移。
| 年                 | 事業者数 |
| ------------------ | -------- |
| 2016年（平成28年） | 25       |
| 2021年（令和3年）  | 28       |

### 従業員数の変遷
経済センサスによる従業員数の推移。
| 年                 | 従業員数 |
| ------------------ | -------- |
| 2016年（平成28年） | 120      |
| 2021年（令和3年）  | 161      |

## 交通
町内に鉄道は通っていない。横浜生田線に北軽井沢バス停があり、横浜駅西口と三枚町方面や三ツ沢方面を結ぶ横浜市営バスおよび相鉄バスが利用可能である。

## 施設
- 横浜市立軽井沢中学校
- 首都高速三ツ沢線三ツ沢本線料金所

## その他

### 日本郵便
- 郵便番号：220-0001[3]（集配局：神奈川郵便局[20]）

### 警察
町内の警察の管轄区域は以下の通りである。
| 番・番地等 | 警察署     | 交番・駐在所 |
| ---------- | ---------- | ------------ |
| 全域       | 戸部警察署 | 浅間町交番   |